# Шевченко Анастасія Ігорівна
Анастасія Ігорівна Шевченко (рос. Анастасия Игоревна Шевченко; нар. 10 грудня 1994) — російська футболістка, півзахисниця. Виступала за збірну Росії.

## Життєпис
У юнацькому віці виступала в США за команди «Коламбія Тімберс», «Портленд», «Університет Пенсильванії» («Penn State Nittany Lions»).
Навесні 2014 року перейшла до російського клубу «Кубаночка». Дебютувала в чемпіонаті Росії 31 травня 2014 року в матчі проти «Зоркого», замінивши на 65-й хвилині Гаяне Костанян. Всього за сезон взяла участь в трьох матчах вищої ліги, у всіх виходила на заміни. Фіналістка Кубку Росії 2014 року, в фінальному матчі проти «Рязань-ВДВ» виходила на заміну.
Виступала за юнацьку та молодіжну збірну Росії. У національній збірній дебютував 9 лютого 2014 року в товариському матчі проти збірної США, замінивши на 53-й хвилині Олену Морозову. Всього за збірну Росії провела 4 матчі, всі — в лютому-березні 2014 року.
Про виступи після 2014 року дані відсутні.